# Melestora identica
Melestora identica är en kackerlacksart som beskrevs av Rocha e Silva 1971. Melestora identica ingår i släktet Melestora och familjen Polyphagidae. Inga underarter finns listade i Catalogue of Life.